# Complexidade de jogos
A Teoria combinatória dos jogos tem diversas maneiras de medir a complexidade de jogos. Este artigo descreve cinco delas: complexidade estado-espaço, tamanho da árvore do jogo, decisão da complexidade, complexidade da árvore do jogo e complexidade computacional.

## Medidas da complexidade dos jogos

### Complexidade estado-espaço
A complexidade estado-espaço de um jogo é o número de posições legais acessíveis a partir da posição inicial do jogo.
Quando isto é muito difícil de calcular, um limitante superior muitas vezes pode ser calculado incluindo posições ilegais ou posições que nunca poderão surgir no curso do jogo.

### Tamanho da árvore do jogo
O tamanho da árvore do jogo é o número total de possíveis jogos que podem ser jogados: o número de nós folha na árvore do jogo fixada na posição inicial do jogo.
A árvore do jogo é tipicamente muito maior que o estado-espaço porque as mesma posições podem ocorrer em diversos jogos fazendo movimentos em ordens diferentes (por exemplo, a formação de um jogo da velha com dois X e um O no tabuleiro pode ter sido alcançada de duas maneiras diferentes, dependendo de onde o primeiro X foi posicionado). Um limitante superior para o tamanho da árvore do jogo pode algumas vezes ser computado através da simplificação do jogo de uma maneira que aumente o tamanho da árvore do jogo (por exemplo, permitindo movimentos ilegais) até ela se tornar tratável.
Contudo, para jogos onde o número de movimentos não é limitado (por exemplo, pelo tamanho do tabuleiro ou por uma regra sobre repetições de posição), a árvore do jogo é infinita.

### Árvores de decisão
As duas próximas medições usam a ideia de árvores de decisão. Uma árvore de decisão é uma subárvore da árvore do jogo, com cada posição classificada como "jogador A venceu", "jogador B venceu" ou "empate", se essa posição pode provar ter esse valor (assumindo melhores jogadas de ambos os lados) examinando apenas outras posições no gráfico. (Posições terminais podem ser classificadas diretamente; uma posição com o jogador A em sua rodada de mover pode ser classificada como "jogador A venceu" se qualquer posição sucessora for uma vitória para A, ou classificada  como "jogador B venceu" se todas posições sucessoras são empate ou vitória para B. Isto vale correspondentemente para posições com B em sua rodada de mover.)

#### Complexidade de decisão
Complexidade de decisão de um jogo é o número de nós folhas na menor árvore de decisão que estabelece o valor da posição inicial.

#### Complexidade da árvore do jogo
A complexidade da árvore do jogo de um jogo é o número de nós folha na menor árvore de decisão de largura total que estabelece o valor da posição inicial. Uma árvore de largura total inclui todos os nós de cada profundidade.
Isto é uma estimativa do número de posições que teríamos que avaliar em uma busca minimax para determinar o valor da posição inicial.
É difícil de estimar a complexidade da árvore do jogo, mas para alguns jogos um limitante inferior razoável pode ser dado pelo aumento do fator de ramificação médio do jogo à potência do número de camadas, ou:
{\displaystyle GTC\geq b^{d}}

### Complexidade computacional
A complexidade computacional de jogos descreve a dificuldade assintótica de um jogo à medida que cresce arbitrariamente rápido, expressa em notação big O ou como membro de uma classe de complexidade. Este conceito não se aplica a jogos específicos, mas sim a jogos que foram generalizados de modo que eles podem ser feitos arbitrariamente grandes, tipicamente sendo jogados em um tabuleiro n x n. (Do ponto de vista da complexidade computacional, um jogo com tamanho de tabuleiro fixo é um problema finito que pode ser resolvido em O(1), por exemplo através de uma tabela de consulta de posições para realizar os melhores movimentos para cada posição.)
A complexidae assintótica é definida pela mais eficiente (em termos de o que que um recurso computacional considere) algoritmo de solução do jogo; a mais comum medida de complexidade (Tempo computacional) é sempre limitada inferiormente pelo logaritmo da complexidade assintótica estado-espaço, desde que a solução algorítmica funcione para todos os possíveis estados do jogo. Ela será superiormente limitada pelas complexidades de cada algoritmo dos jogos da mesma classe. Observações similares aplicam-se a segunda medida de complexidade mais comumente usada, a quantidade de espaço ou memória computacional usada na computação. Não é óbvio que há algum limitante inferior na complexidade espacial de um jogo típico, porque o algoritmo não precisa armazenar os estados do jogo, entretanto muitos jogos de interesse são PSPACE-difícil, e segue que sua complexidade espacial também será limitada inferiormente pelo logaritmo da complexidade assintótica estado-espaço (tecnicamente o limitante é polinomial somente em sua quantidade, mas é usualmente conhecido por ser linear).
- A estratégia minimax de busca em profundidade usará tempo computacional proporcional a complexidade da árvore dos jogos, desde que esta explore toda a árvore e uma quantidade polinomial de memória no algoritmo da complexidade da árvore, uma vez que o algoritmo sempre armazene um nó da árvore a cada possível movimento em profundidade e o número de nós no maior movimento em profundidade seja precisamente a complexidade da árvore.
- A Indução retroativa usará memória e tempo proporcional à complexidade estado-espaço como deverá computar e gravar o movimento correto para cada possível posição.

## Exemplo:Jogo da velha
Para o jogo da velha, um limitante superior simples para o tamanho do estado-espaço é de 39 = 19,683. (Há 9 células e três estados para cada célula.) Esta conta inclui várias posições ilegais, como a posição com cinco X e nenhum O, ou a posição em que os dois jogadores tem uma linha de três. Uma conta mais cuidadosa, removendo as posições ilegais, nos dá 5,478. Quando rotações e reflexões de posições são consideradas idênticas, há apenas 765 posições essencialmente diferentes.
Um limitante superior simples para o tamanho da árvore do jogo é igual a 9! = 362,880. (Há 9 posições para o primeiro movimento, oito para o segundo e assim por diante) Isto inclui jogos ilegais que continuam mesmo que um dos jogadores já tivesse ganho. Uma conta mais cuidadosa nos dá 255,168 jogos possíveis. Quando rotações e reflexões de posições são consideradas idênticas, há apenas 26,830 jogos possíveis.
A complexidade computacional do jogo da velha depende de como o jogo está generalizado. Uma generalização natural é a de m,n,k-jogos: jogados em um tabuleiro m x n com um ganhador sendo o primeiro jogador a conseguir k em uma linha. É imediatamente claro que este jogo pode ser resolvido em DSPACE(mn) pesquisando toda a árvore do jogo. Isto o coloca na importante classe de complexidade PSPACE. Como algum trabalho a mais, pode ser mostrado estar em PSPACE-completo.

## Complexidades de alguns jogos conhecidos
Devido ao grande tamanho das complexidades dos jogos, esta tabela nos dá o teto de seus logaritmos na base 10. (Em outras palavras, o número de zeros. Um 3 na tabela representa o tamanho de aproximadamente 1,000). Todos os seguintes números devem ser considerados com cautela: mudanças aparentemente mínimas das regras de um jogo podem mudar os números (que são muitas vezes estimativas grosseiras de qualquer maneira) por fatores enormes, que podem facilmente ser muito maiores do que os números mostrados.
| Jogo                            | Tamanho do Tabuleiro (posições) | Complexidade estado-espaço (log na base 10) | Complexidade da árvore do jogo (log na base 10) | Duração média do jogo (Camadas) | Fator de ramificação | Referências          | Classe de complexidade de jogos generalizados    |
| ------------------------------- | ------------------------------- | ------------------------------------------- | ----------------------------------------------- | ------------------------------- | -------------------- | -------------------- | ------------------------------------------------ |
| Jogo da velha                   | 9                               | 3                                           | 5                                               | 9                               | 4                    |                      | PSPACE-completo                                  |
| Sim                             | 15                              | 3                                           | 8                                               | 14                              | 3.7                  |                      | PSPACE-completo                                  |
| Pentominoes                     | 64                              | 12                                          | 18                                              | 10                              | 75                   | [ 6 ] [ 7 ]          | PSPACE                                           |
| Kalah                           | 14                              | 13                                          | 18                                              |                                 |                      | [ 6 ]                | Generalização não está clara                     |
| Connect Four                    | 42                              | 13                                          | 21                                              | 36                              | 4                    | [ 1 ] [ 9 ]          | PSPACE                                           |
| Domineering (8 × 8)             | 64                              | 15                                          | 27                                              | 30                              | 8                    | [ 6 ]                | PSPACE; em P para certas dimensões               |
| Congkak                         | 14                              | 15                                          | 33                                              |                                 |                      | [ 6 ]                |                                                  |
| Damas (8x8)                     | 32                              | 20 ou 18                                    | 31                                              | 70                              | 2.8                  | or                   | EXPTIME-completo                                 |
| Awari                           | 12                              | 12                                          | 32                                              | 60                              | 3.5                  | [ 1 ]                | Generalização não está clara                     |
| Qubic                           | 64                              | 30                                          | 34                                              | 20                              | 54.2                 | [ 1 ]                | PSPACE-completo                                  |
| Fanorona                        | 45                              | 21                                          | 46                                              | 44                              | 11                   | [ 14 ]               | EXPTIME                                          |
| Nine Men's Morris               | 24                              | 10                                          | 50                                              | 50                              | 10                   | [ 1 ]                | EXPTIME                                          |
| Damas internacional(10x10)      | 50                              | 30                                          | 54                                              | 90                              | 4                    | [ 1 ]                | EXPTIME-completo                                 |
| Xadrez chinês (2 grupos)        | 121                             | 23                                          |                                                 |                                 |                      | [ 15 ]               | EXPTIME-completo                                 |
| Xadrez chinês (6 sets)          | 121                             | 78                                          |                                                 |                                 |                      | [ 15 ]               | EXPTIME-completo                                 |
| Lines of Action                 | 64                              | 23                                          | 64                                              | 44                              | 29                   | [ 17 ]               | EXPTIME                                          |
| Reversi (Othello)               | 64                              | 28                                          | 58                                              | 58                              | 10                   | [ 1 ]                | PSPACE-completo                                  |
| OnTop                           | 72                              | 88                                          | 62                                              | 31                              | 23.77                | [ 19 ]               |                                                  |
| Hex (11x11)                     | 121                             | 57                                          | 98                                              | 40                              | 280                  | [ 6 ]                | PSPACE-completo                                  |
| Gomoku (15x15, estilo livre)    | 225                             | 105                                         | 70                                              | 30                              | 210                  | [ 1 ]                | PSPACE-completo                                  |
| Go (9x9)                        | 81                              | 38                                          |                                                 | 45                              |                      | [ 1 ] [ 21 ]         | EXPTIME-completo                                 |
| Xadrez                          | 64                              | 47                                          | 123                                             | 80                              | 35                   | [ 23 ]               | EXPTIME-completo (sem a regra dos 50 movimentos) |
| Connect6                        | 361                             | 172                                         | 140                                             | 30                              | 46000                | [ 25 ]               | PSPACE-completo                                  |
| Gamão                           | 28                              | 20                                          | 144                                             | 50-60                           | 250                  | [ 27 ]               | Generalização não está clara                     |
| Xiangqi                         | 90                              | 40                                          | 150                                             | 95                              | 38                   | [ 1 ] [ 2 ] [ 3 ]    | acredita-se ser EXPTIME-completo                 |
| Abalone                         | 61                              | 25                                          | 154                                             | 87                              | 60                   | [ 28 ] [ 29 ]        | PSPACE-difícil e EXPTIME                         |
| Havannah                        | 271                             | 127                                         | 157                                             | 66                              | 240                  | [ 6 ] [ 30 ]         | PSPACE-completo                                  |
| Janggi                          | 90                              | 44                                          | 160                                             | 100                             | 40                   | [ 3 ]                | acredita-se ser EXPTIME-completo                 |
| Quoridor                        | 81                              | 42                                          | 162                                             | 91                              | 60                   | [ 32 ]               | PSPACE                                           |
| Carcassonne                     | 72                              | >40                                         | 195                                             | 71                              | 55                   | [ 33 ]               | Generalização não está clara                     |
| Amazons (10x10)                 | 100                             | 40                                          | 212                                             | 84                              | 374 ou 299           | [ 35 ] [ 36 ]        | PSPACE-completo                                  |
| Go (13x13)                      | 169                             | 79                                          |                                                 | 90                              |                      | [ 1 ] [ 21 ]         | EXPTIME-completo                                 |
| Shogi                           | 81                              | 71                                          | 226                                             | 115                             | 92                   | [ 2 ] [ 38 ]         | EXPTIME-completo                                 |
| Arimaa                          | 64                              | 43                                          | 402                                             | 92                              | 17281                | [ 40 ] [ 41 ] [ 42 ] | EXPTIME                                          |
| Go (19x19)                      | 361                             | 171                                         | 360                                             | 150                             | 250                  | [ 1 ] [ 21 ]         | EXPTIME-completo                                 |
| Stratego                        | 92                              | 115                                         | 535                                             | 381                             | 21.739               | [ 43 ]               |                                                  |
| Double dummy bridge             | (52)                            | <17                                         | <40                                             | 52                              | 5.6                  |                      |                                                  |
| Bejeweled and Candy Crush (8x8) | 64                              | <50                                         |                                                 |                                 |                      | [ 45 ]               | NP-difícil                                       |